# Manufacture des Gobelins
Manufacture des Gobelins [manyfaktýr dé goblén] je původně měšťanská a později královská národní manufaktura na výrobu tapiserií v Paříži. Nachází se na jihozápadním okraji města ve 13. obvodu na Avenue des Gobelins, blízko stanice linky 7 Gobelins. Byla založena v roce 1601 z iniciativy francouzského krále Jindřicha IV.

## Historie
V roce 1443 si Jehan Gobelin, pravděpodobně původem z Remeše, pronajal dům v ulici Rue Mouffetard a o čtyři roky později založil na břehu řeky Bièvre barvírnu vlny. Rodinný podnik se rozšířil a kvalita barevných textilií byla vyhlášená tak, že rodinné jméno přešlo v 16. století na označení celé čtvrti. V dubnu 1601 založil ve čtvrti Jindřich VI. manufakturu na výrobu vlámských tapiserií.

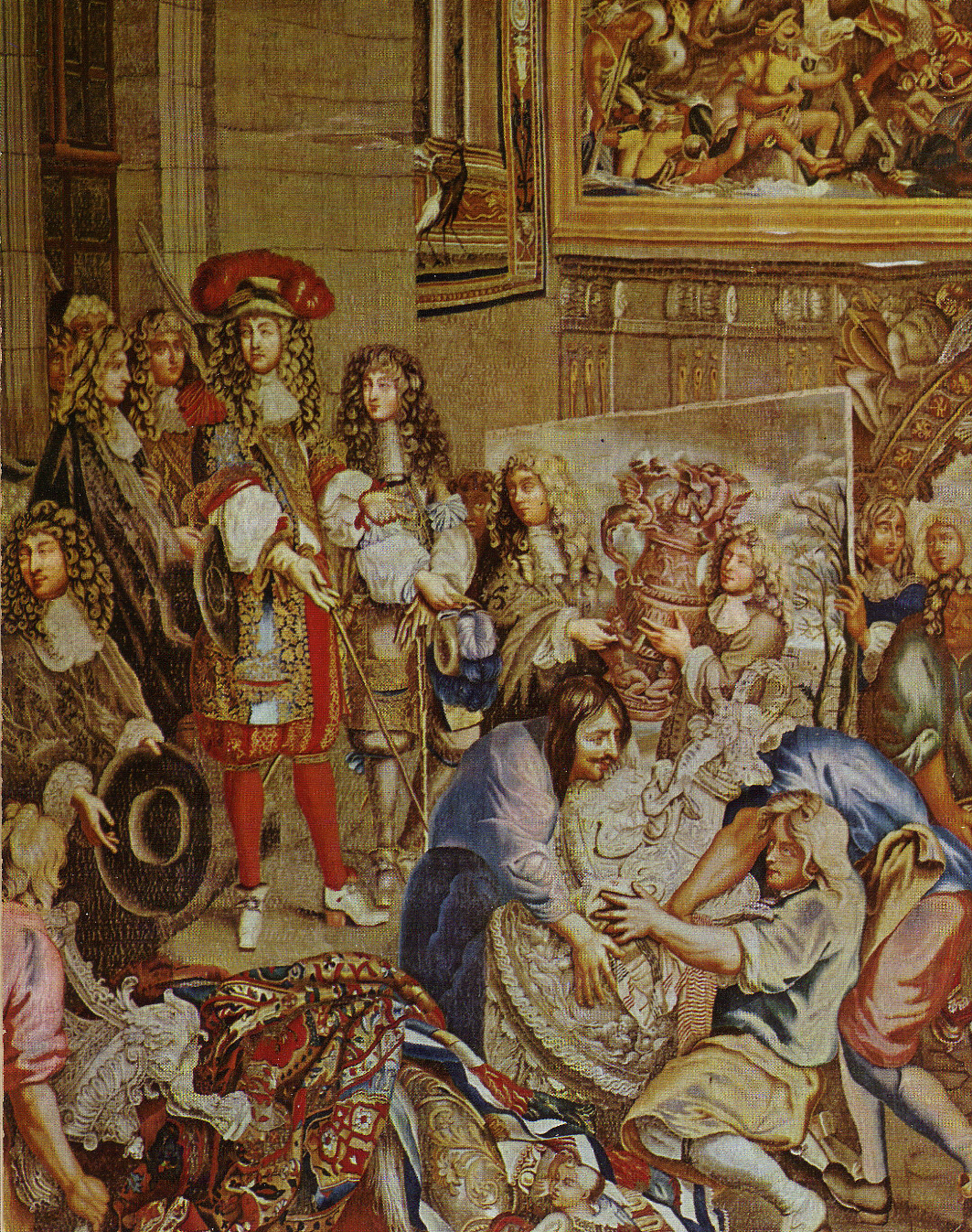
Ludvík XIV. s J. Colbertem a N. Poussinem na kontrole dílen roku 1667.

Ministr financí Colbert přesvědčil Ludvíka XIV., aby dal vystavět novou budovu a v letech 1662–1668 byla původní manufaktura rozšířena o novou barvírnu vlny a hedvábí (která je v provozu dodnes), a další řemesla luxusu, sloužící k vybavení královských interiérů (nábytkářství, řezbářství, marketérie, tapetářství, keramika, aj.). Uměleckořemeslné dílny tehdy byly přejmenovány na národní královské. Roku 1694 se dílny dostaly do finančních problémů a některé provozy byly přesunuty jinam, například zlatnická dílna do budovy Mincovny. Roku 1721 stál v čele dílen Jean de Julienne, který jako mecenáš podporoval malířskou akademii. Roku 1740 byly dílny propojeny s Královskou akademií sochařství a malby. Od bankrotu je ve třetí čtvrtině 18. století zachraňovali architekti jako Jules Hardouin-Mansart nebo Jacques-Germain Soufflot. Období Francouzské revoluce manufaktura přečkala v úpadku, ale bez živelného ničení. Po korunovaci císaře Napoleona musela být od roku 1804 veškerá produkce dodávána výhradně na královský dvůr.

## Současnost
V současné době manufaktura zčásti slouží jako muzeum a z větší části stále vyrábí tapiserie k výzdobě veřejných budov, na jejich vzniku se od konce 19. století podílelo mnoho umělců, jako návrháři se připomínají např. Paul Cézanne, Hans Arp, Serge Poliakoff, Joan Miró, Victor Vasarely, Alexander Calder, mezi přímými tvůrci tapisérií prosluli Jean Lurçat, nebo Louisa Bourgeoisová.

## Galerie

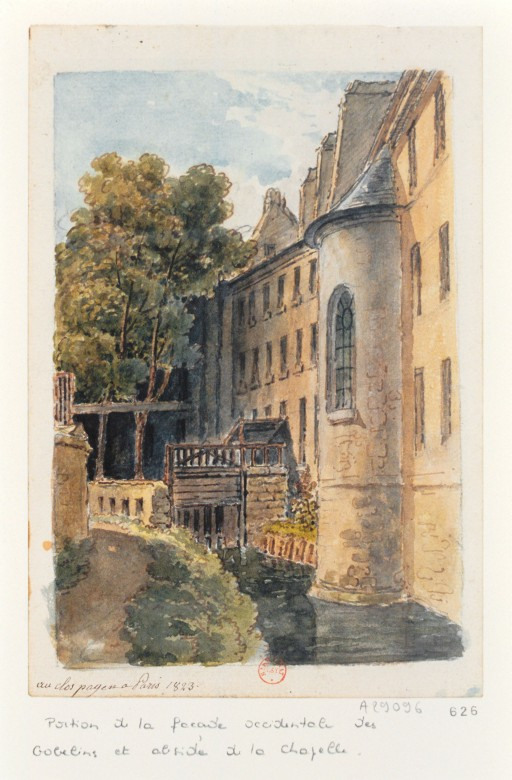
Zadní fronta dílen s apsidou kaple, 1830
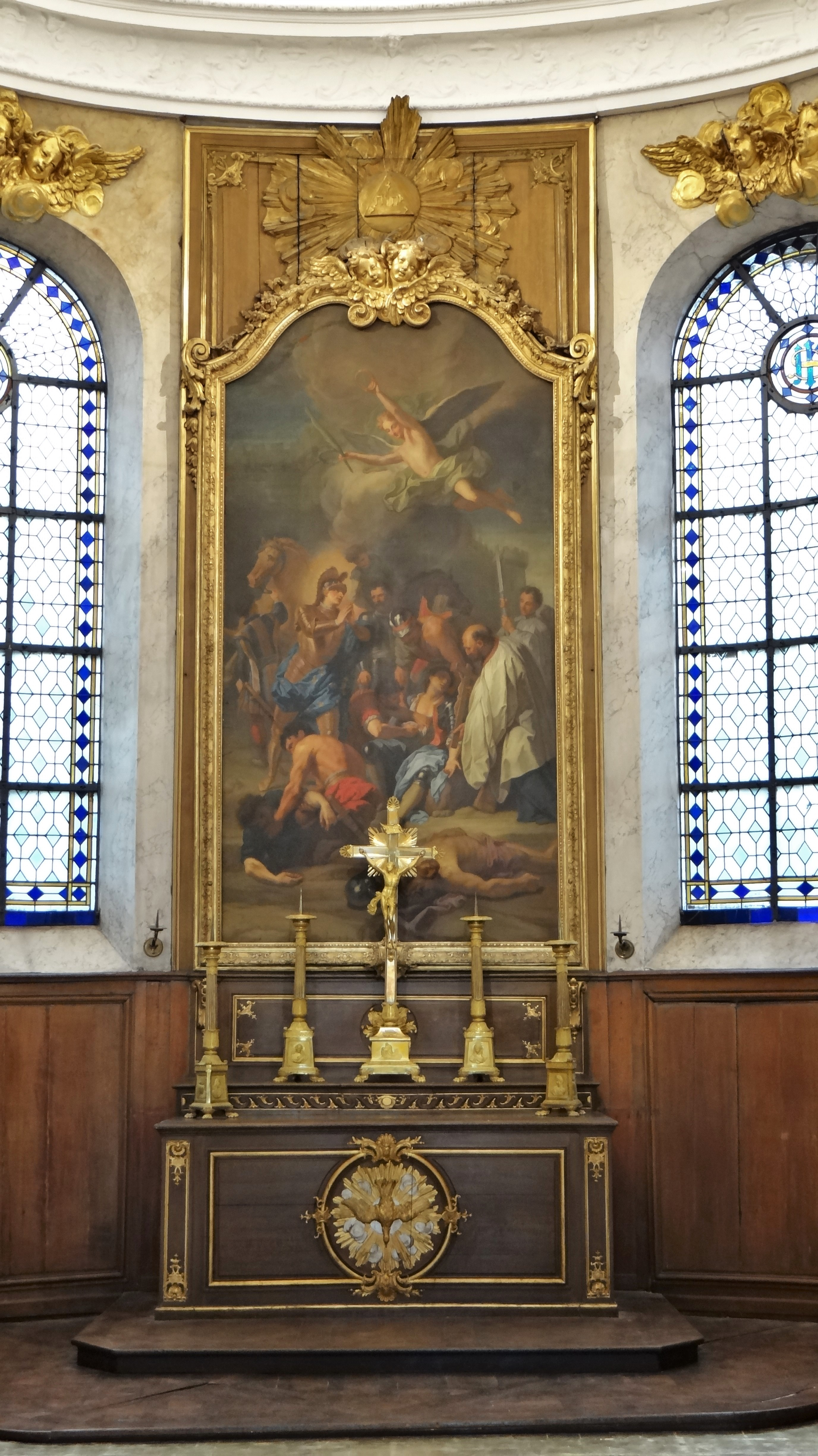
Interiér kaple sv. Ludvíka, 2019
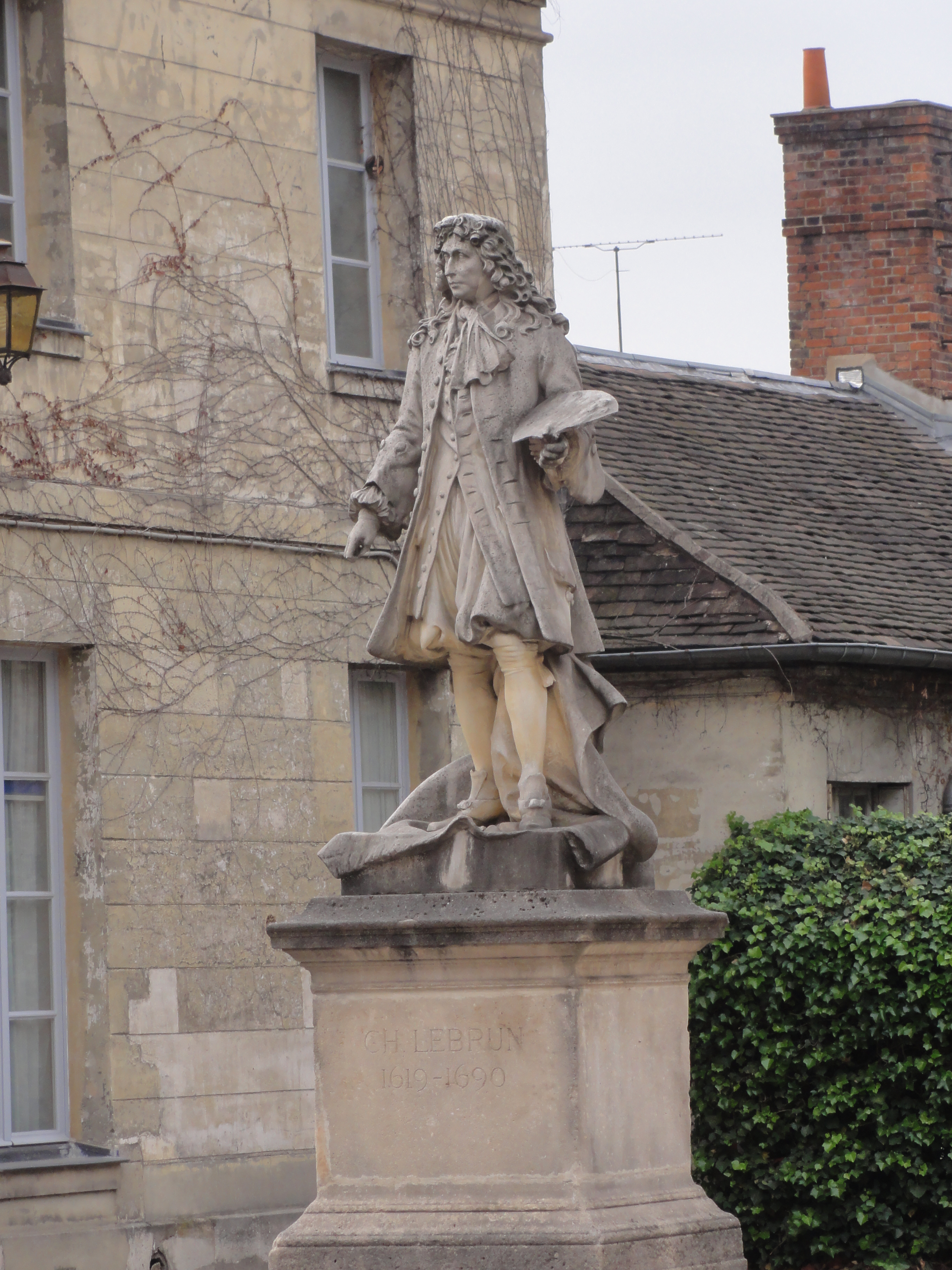
Colbertova socha na nádvoří, Charles Le Brun
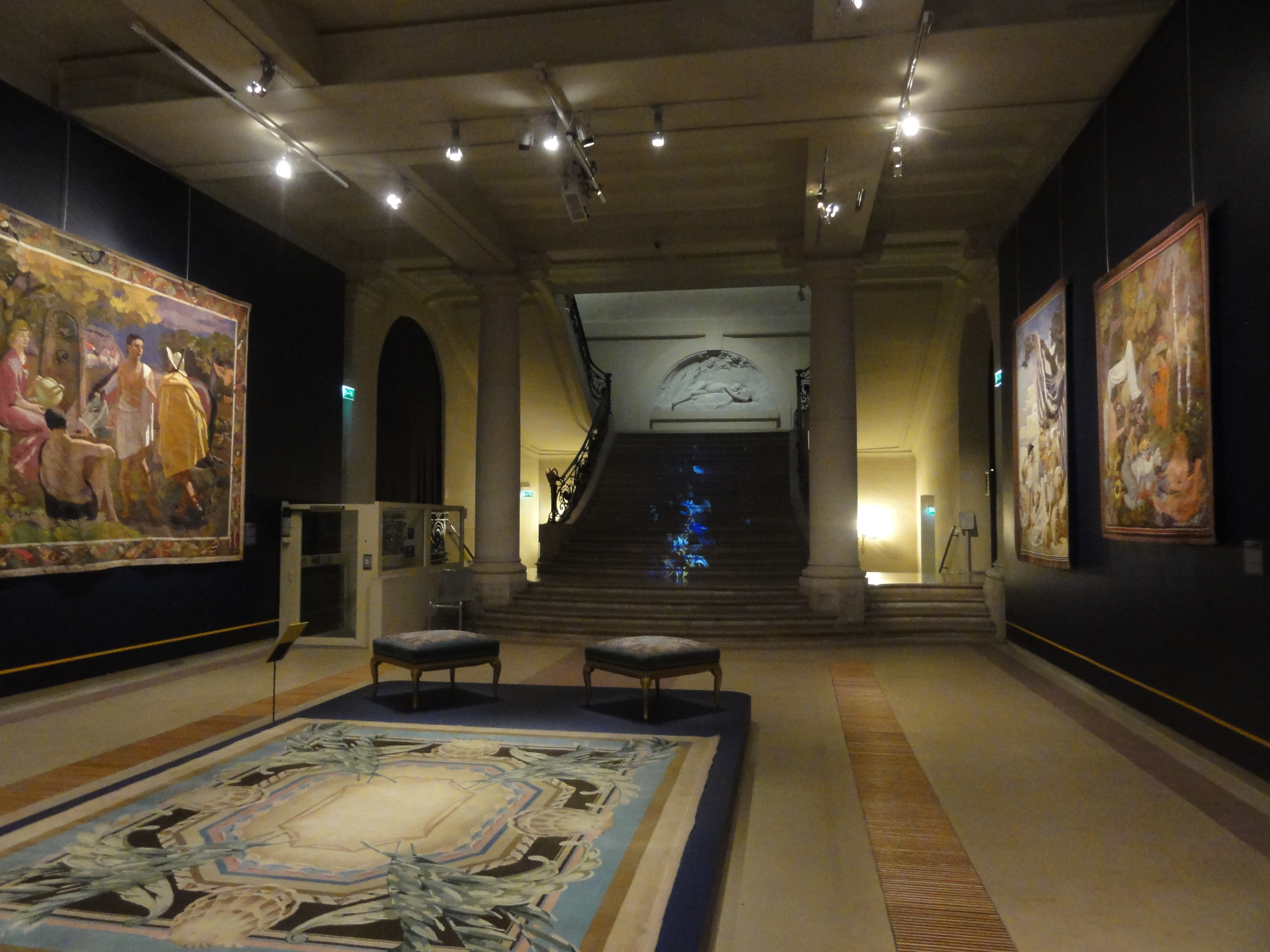
Interiér manufaktury, 2018
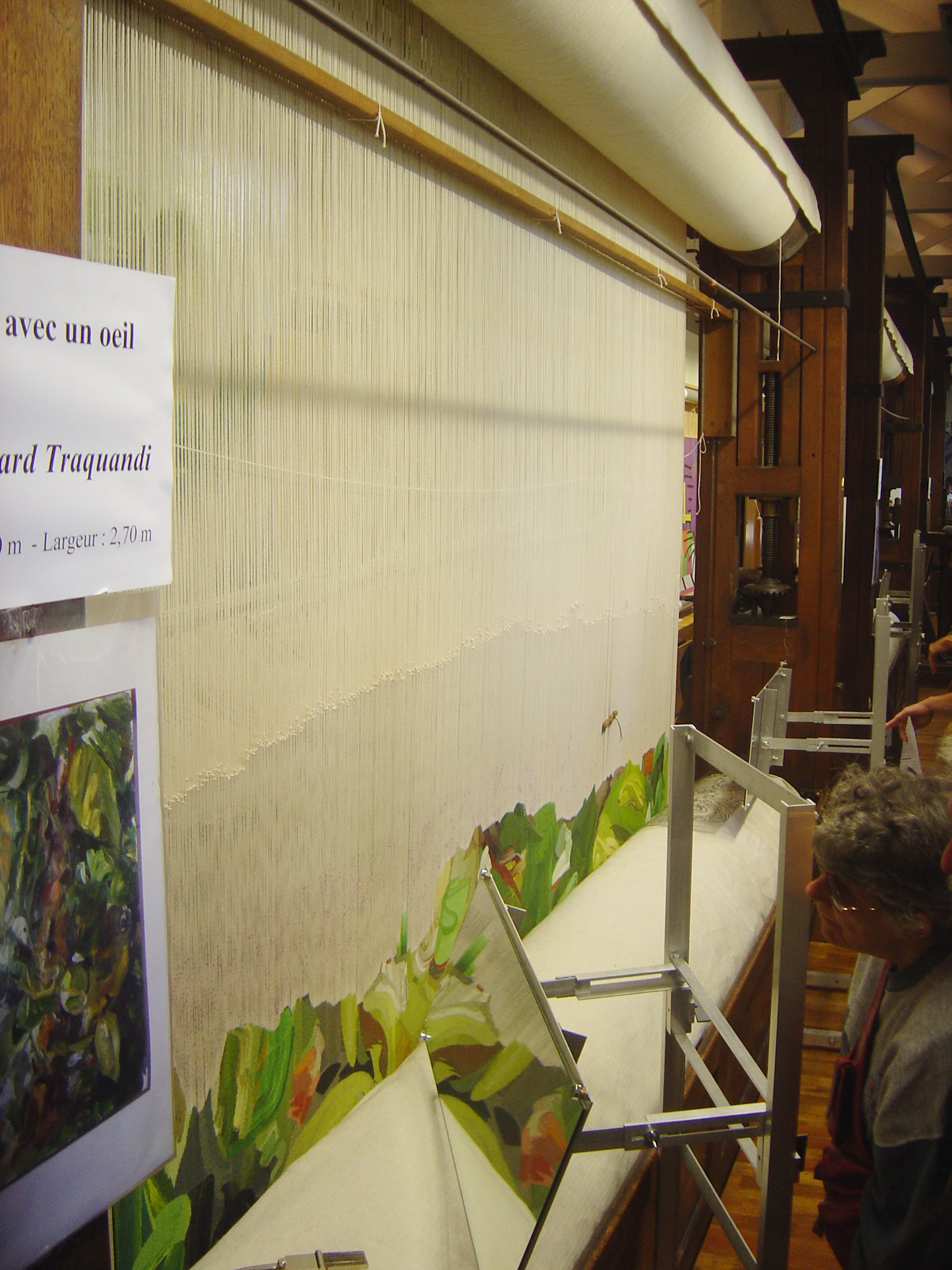
Vertikální tkalcovský stav
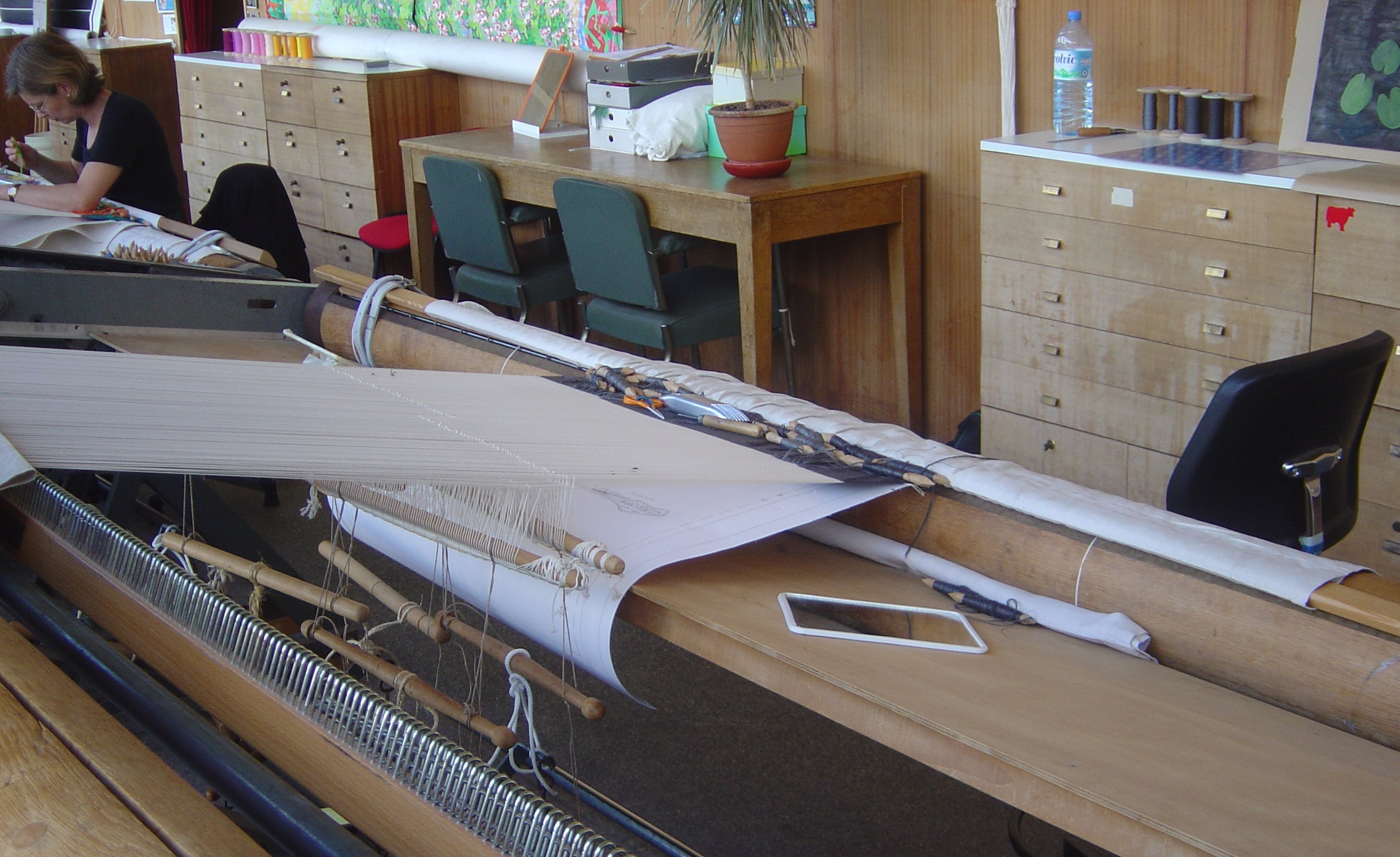
Horizontální tkalcovský stav
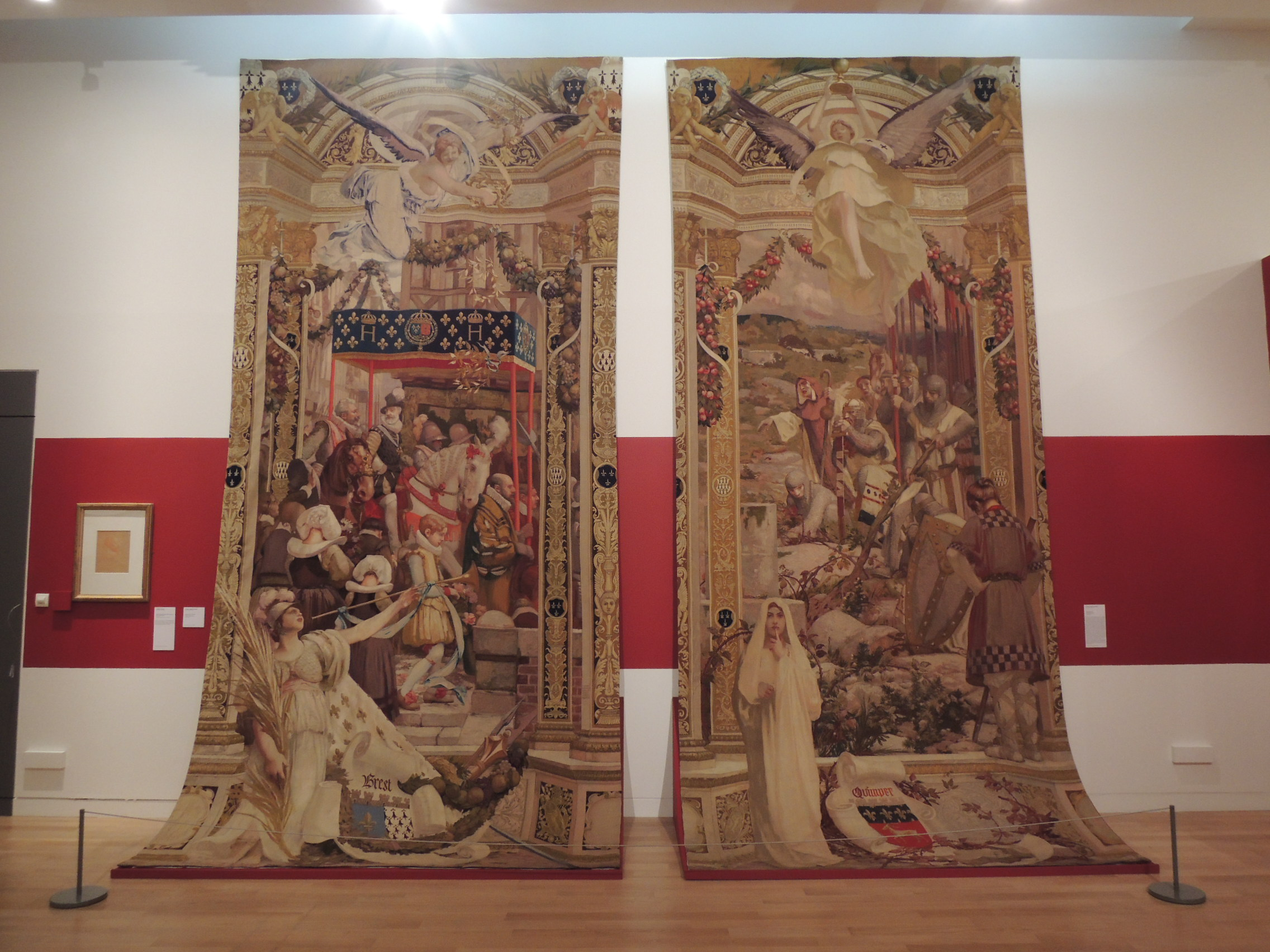
Vjezd krále Jindřicha IV. do Rennes; Alain Barbe-Torte, 19. století
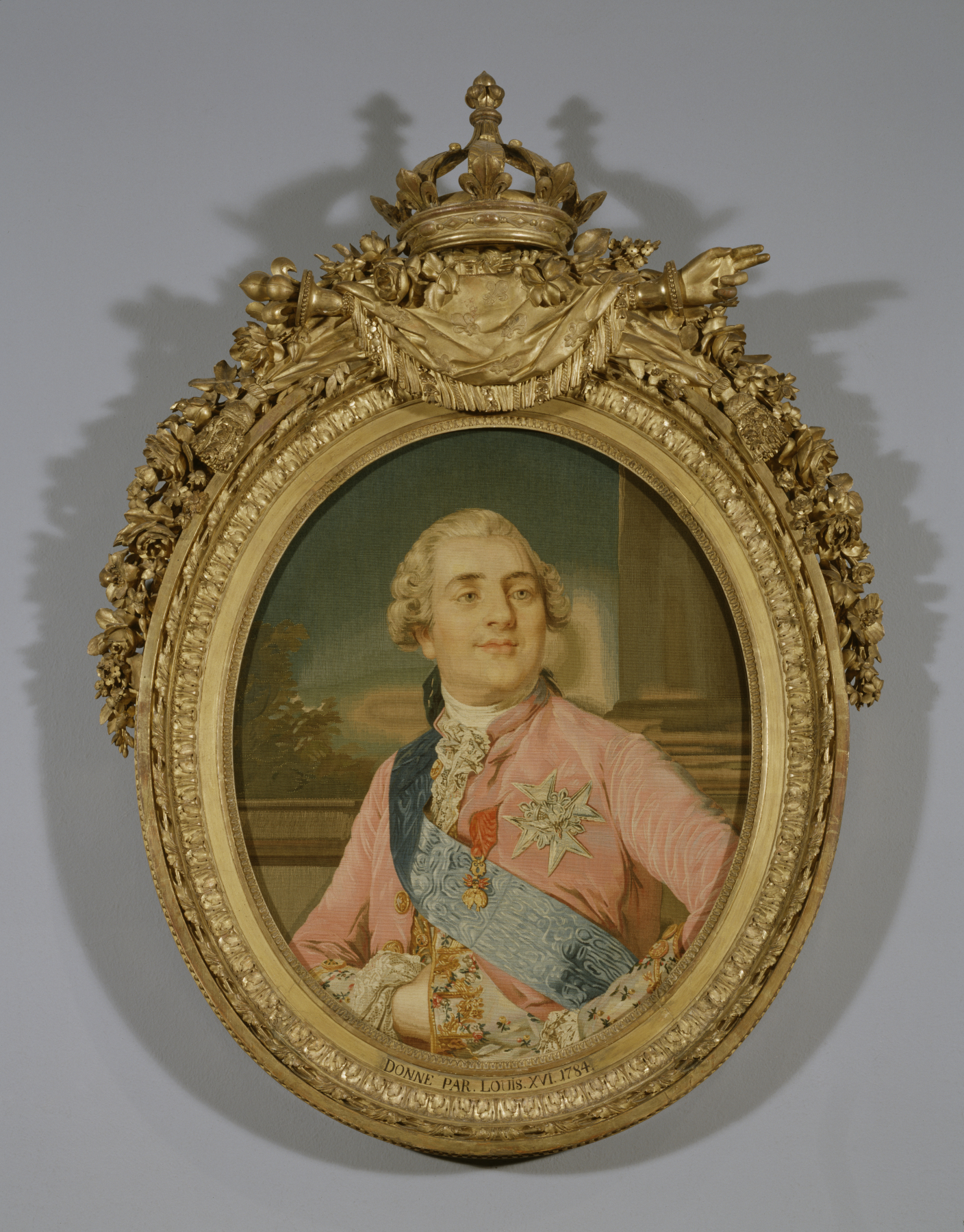
Portrét Ludvíka XVI. z manufaktury Les Gobelins
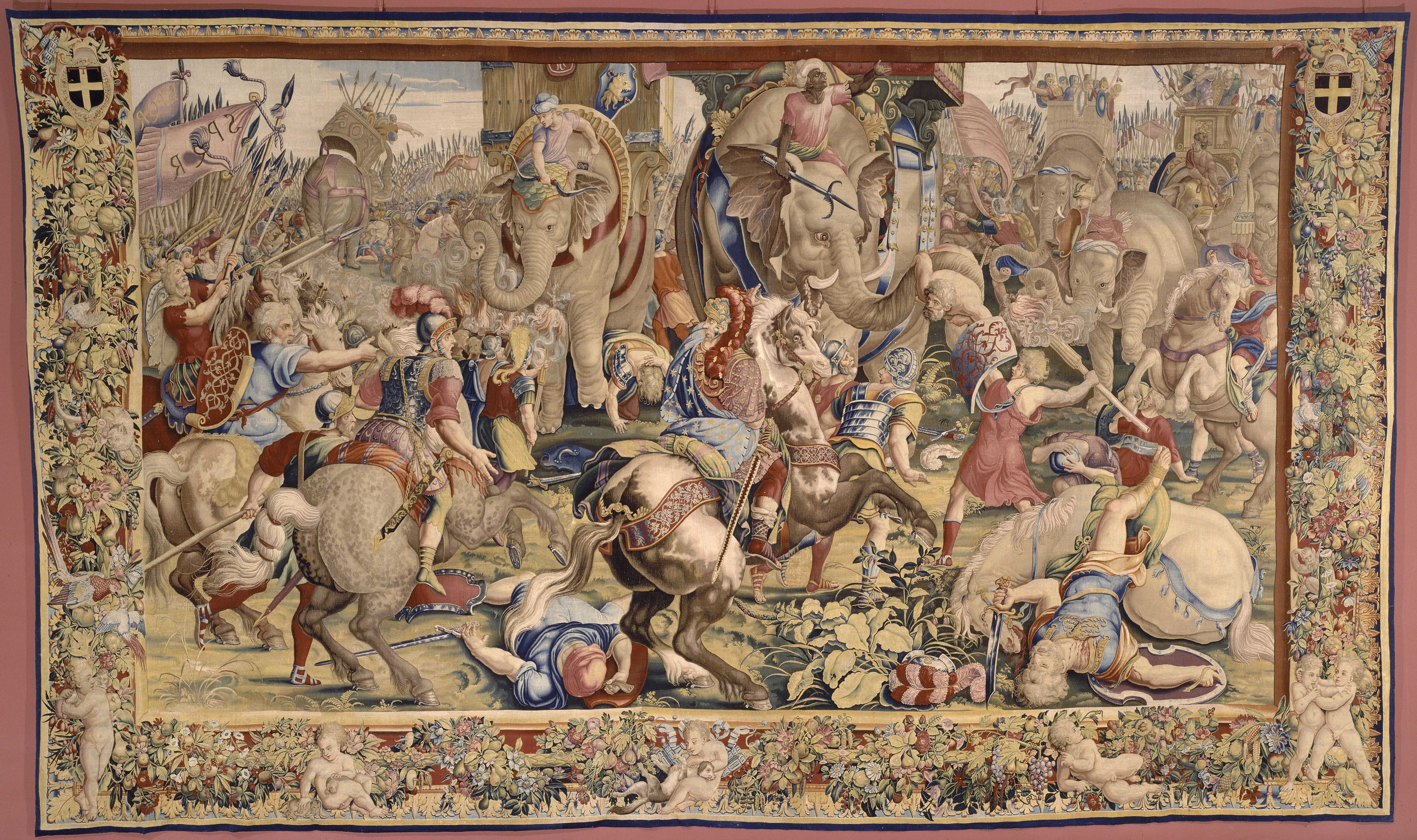
Tapiserie Scipio v bitvě u Zamy, Jules Romain 1688-1690;